# Biochemical Pharmacology
Biochemical Pharmacology jest recenzowanym czasopismem medycznym wydawanym przez Elsevier. Swoją tematyką pokrywa zagadnienia farmakokinetyki, farmakodynamiki i ksenobiotyków. Impact factor czasopisma wynosi 5,009.